# جرمن‌تاون، شهرستان ورچستر، مریلند
جرمن‌تاون (به انگلیسی: Germantown) یک منطقهٔ مسکونی در ایالات متحده آمریکا است که در مریلند واقع شده‌است. جرمن‌تاون ۹٫۱۴ متر بالاتر از سطح دریا واقع شده‌است.